# Logo de Montréal
Le logo de Montréal est le logotype qu'utilise la Ville de Montréal pour se représenter. Il s'agit d'une version simplifiée des armoiries de la ville prenant la forme d'une rosette placée à la droite du mot « Montréal ».

## Histoire

Armoiries de Montréal

Une représentation graphique officielle des armoiries fut longtemps utilisée comme identification courante de la ville de Montréal. 
En 1981, l'administration du maire Jean Drapeau réalise le premier logo de la rosace qui aura coûté près de 400 000 dollars . Le logotype est depuis utilisé comme symbole des organes administratifs de Montréal. L'usage de la représentation visuelle officielle des armoiries est depuis cette date restreinte aux fonctions ou événements protocolaires du Maire, au sceau de la Ville de Montréal, à certains juges de la Cour municipale et à certaines déclarations officielles de la Ville.
Le 4 juin 2003, Gérald Tremblay dévoile le nouveau logo de la Ville de Montréal qui aura coûté 12 000 dollars. Ce nouveau logo, semblable à l'ancien de 1981, reprend la rosace avec un rouge légèrement plus foncé et une police de caractère différente (Rotis SemiSans extra bold 75).

## Voir aussi

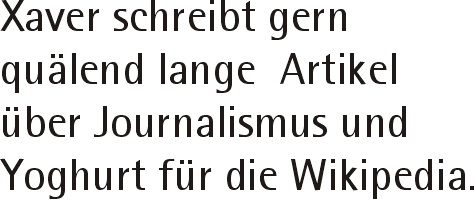
Fonte de caractères Rotis sans-serif